# ライド (バンド)
ライド（Ride）は、1988年にイギリスのオックスフォードで結成されたロックバンド。1988年結成。1996年に解散したが、2014年におよそ18年ぶりとなる再結成が発表された。
1996年の解散後も、バンド・メンバーは様々なプロジェクトに参加している。最も有名なところでは、アンディ・ベルがオアシスにベーシストとして加入し、オアシス解散後はビーディ・アイのメンバーとして活動していた。バンドとしては2001年からコンピレーション・アルバムやライブ・アルバム、また限定EPなどを通して未発表曲を発売している。

## 来歴

### 1988年 - 1989年 始まり
マーク・ガードナー (ギター、ボーカル、1969年12月6日生まれ) とアンディ・ベル (ギター、ボーカル、1970年8月11日生まれ) はオックスフォードのチェニー・スクール (Cheney School)で出会い、その後、アート・デザインの勉強のためにバンベリーへと1988年10月に移った。ローレンス・コルバート (ドラム、1970年6月27日生まれ) とはそこで出会い、スティーヴ・ケラルト (ベース、1968年2月4日生まれ) はその当時、地元のレコードショップで働いており4人が出会いバンドを結成。最初のコンサートは1988年の大学のクリスマス・パーティーであった。バンベリーにて「Chelsea Girl」と「Drive Blind」が入ったデモデープを作成。1989年2月にオックスフォード・ポリー (Oxford Poly)でキャンセルしたバンドの穴埋めとして出演したコンサートにてアラン・マッギーの目にとまり、1989年のスープ・ドラゴンズのサポート・バンドとして活動した後、クリエイション・レコーズとレコード契約を結んだ。

### 1989年 - 1993年 クリエイション契約後
1990年1月、「Chelsea Girl」を含むEP『RIDE EP』でデビューしたライドは、轟音ツインギターとスピード感溢れるドラムス、更にその轟音と対峙するかのようなツインボーカルによる清涼感溢れるハーモニー、美しいメロディが混然一体となったサウンドでシーンに登場。EPはインディーチャートのナンバー1となり、ライブではその強烈な轟音で聴衆を圧倒。1990年代に向け新世代のニューカマーとして一躍注目のバンドとなる。
続くセカンドEP『PLAY EP』では冒頭を飾る「Like a Daydream」の衝撃的なサウンドが、本国イギリスは勿論、日本でも話題となる。彼らのフェイバリットであるビートルズを思わせるポップなメロディにパンク的な衝動と開放感、更にザ・スミスのようなメランコリーが違和感無く共存するこの強烈なナンバーはライドの代名詞とも言える曲となった。『PLAY EP』は日本各地の輸入盤店で品切れ、追加輸入という現象まで起こす。また、この年のレディング・フェスティバルに登場した彼らは、当時隆盛を誇ったマンチェスター軍団(インスパイラル・カーペッツ等)を相手に堂々のパフォーマンスを見せる。実質 2枚のEPのみという実績ながら、否が応にもファースト・アルバムへの期待を膨らませた。なお、このファースト、セカンドEPはその後カップリングされ『Smile』として同年末にリリースされる。
9月にはアルバム収録曲「Dreams Burn Down」を含む先行EP『FALL EP』を発表。これまでの直球的な音作りからサイケデリックな方向に早くも転換をはじめたことを示唆。待望のファースト・フルアルバム『ノーホエア』は同年10月に発売された。『FALL EP』のイメージを更に広げ、全編ノイズと美しいメロディに埋め尽くされたアルバムとなった。「We know there's no limit!」というフレーズと共に強烈な音像とスピード感で圧しまくるアルバムの冒頭の「Seagull」、曲の進行とともに上昇感とメランコリーが増していく「Vapour Trail」、印象的なメロディとそれを衝き破るかのようなノイズが共存する「Dreams Burn Down」といったナンバーがライドの代表曲となりライブでも定番となる。プロデュース、アートワークなども彼ら自身が手掛け、曲のクレジットもバンド名義という、バンドの初期衝動に非常に忠実な作品となる。なお、『ノーホエア』のアナログ盤（コンパクトカセットを含む）はイギリス本国では「Seagull」から「Vapour Trail」までの8曲の形でオリジナル・リリースされ、CD盤では『FALL EP』の残る3曲を加えた11曲という形でリリースされている。
同年暮れには早くも初来日を果たし轟音を聴かせてくれた彼ら (アンコールではビートルズの「Tomorrow Never Knows」を披露。また、渋谷ON AIRではアンプがふっ飛んだという話も) は、1991年3月にリリースされたEP『Today Forever』 (「Unfamiliar」「Sennen」等を収録) のツアーに合わせ、半年という短期間のうちに再来日を果たしている。1992年3月、2枚目のアルバム『ゴーイング・ブランク・アゲイン』をリリース。アルバムでは、オープニングの「Leave Them All Behind」でイントロを飾るシーケンサー・フレーズを筆頭に、生ギター＋ストリングスによる「Chrome Waves」 (なお、先行シングル「Leave Them All Behind」のカップリング曲として収録されたバージョンはバンドサウンドアレンジになっている) やネオアコ風のポップチューン「Twisterella」など、新しい試みが行われる。

### 1994年 - 1996年 転換期
1993年世間では『ゴーイング・ブランク・アゲイン』の成功と共に彼らの3枚目のアルバムのリリースが待たれていた。ファーストとセカンドでの変化として曲のクレジットがバンド名義から個人名に変わったことが挙げられるが、この頃からメンバーそれぞれのアーティストとしての自我の発芽、さらに結婚して家庭を持つ等プライベートの転機もあり、初期衝動のままバンドの1/4の存在として活動していくには難しい局面を迎えていく。人気とは反比例してバンド内の結束が弱くなり、特にガードナーとベルの音楽的価値観の違いが大きくなってきた。
1994年に彼らの3枚目のアルバムである『カーニバル・オブ・ライト』をリリース。その頃から音楽シーンの中心はブリットポップへと移り変わっていった。『カーニバル・オブ・ライト』で彼らはルーツミュージックへの接近等『ゴーイング・ブランク・アゲイン』以上に新たな音楽への可能性を試みた (ザ・クリエイションのカバー曲「How Does It Feel to Feel」もアルバムに収録された) が、一方で、スタジオワークによる構築感、安定感の強いそのサウンドからは初期ライドのサウンドに特徴的だった衝動性、疾走感、メランコリーといったエモーショナルな要素 (若さ特有の、というべきか) が後退してしまった。

### 1996年 解散
1995年、彼らは4枚目となるアルバム『タランチュラ』のレコーディングを行っていた。アルバム『カーニバル・オブ・ライト』ではガードナーが半分の楽曲を、ベルがもう半分の楽曲を書いているが、アルバムがこの形に落ち着くまでには相当ないざこざがあったようだ。だが『タランチュラ』のレコーディング開始当初、ガードナーとベルの間には軋轢などもなく、バンドの雰囲気も良い方向に向かっていくように思われた。しかし、『カーニバル・オブ・ライト』制作時に表面化した不協和音は、アルバム制作が進むにつれてより深刻なものとなってゆく。
ところで、『タランチュラ』のほとんどの楽曲はベルによるもので、ガードナーはわずか1曲を提供したにすぎなかったが、これはガードナーが楽曲制作の意欲を失ってしまっており、満足いくものを書けなかったことによる。ベルは当時のバンドの状態を嘆いており、『タランチュラ』収録の「Castle on the Hill」という楽曲の中では彼の当時のバンドに対する思いが描かれている。またレコーディング末期にはガードナーがバンドから無理矢理脱退しようとする事態が発生した。
この時期には彼らのサウンドにも更なる変化が現れていた。1995年から1996年にかけて、オアシスの『モーニング・グローリー』が空前のヒットを飛ばしていたことからもわかるとおり、ブリットポップが音楽シーンを席捲していた。その影響からか、ライドの方向性も『カーニバル・オブ・ライト』以上にシューゲイザーから離れ、よりブリットポップ寄りのものになっていった。ライド初期の轟音サウンドは復活したものの、ノイズ色の強いサウンドは鳴りを潜め、よりポップで耳あたりのよい楽曲が主流となっていった。
数々のトラブルを経て、アルバム『タランチュラ』は1996年3月にリリースされた。だが、チャートアクションは最高位21位と商業的にも失敗に終わってしまった。（しかしアルバムからのファースト・シングル「Black Nite Crash」は『メロディ・メイカー』誌のシングル・オブ・ザ・ウィークを獲得している）
またアルバム・リリースよりも先にライドは分裂してしまい、1996年1月には正式に解散を発表した。バンド・メンバーが若すぎたことで、壊れてゆくバンド内の人間関係が手に負えなくなり、更にバンドの音楽的なスタイルが変わってゆくのを主導するリーダー的な役割を誰も担うことが出来なかった末の結末だった。

### 1997年 - 2001年 解散後
ライド解散後、ベルは新しいバンド、ハリケーン#1を結成する。しかしハリケーン#1は2枚のアルバムを残して解散。その後、ベルはゲイ・ダッドのツアーに帯同し、加入寸前というところで、突如オアシスにベースで加入することが決まった。
ガードナーとコルバートは、スーパーグラスとの仕事で知られていて、自身も The Mystics というバンドを組んでいた Sam Williams と共にアニマルハウスというバンドを結成。BMGと契約して1枚アルバムをリリースする。
しかし2001年にはBMGと契約を切られてしまい、それと前後する形でバンドは解散。ガードナーはソロ・アーティストとなった。一方、コルバートはスタジオ・ミュージシャンとなり、The Zimmermenというボブ・ディランのトリビュートバンドなどで活躍していた（バンド名はディランの本名の姓を複数形にしたもの）。
ケラルトはライド解散後すぐに音楽活動から身を引き、オックスフォードにある小売店チェーンの店長を務めている。

### 2001年 - 2014年 チャンネル4そして再結成
2001年10月16日、ライドの4人全員にてチャンネル4での撮影を合意した。その映像は30分間の演奏の中でのベルとガードナーの2人の独特なフィードバック奏法とディストーションも含め、ソニック・ユースのドキュメンタリーに使用された。レコーディングされた曲と2本の短いサウンドチェックの様子は2002年に『Coming up for Air』としてリリースされた。この限定CDのリリースで興味深いのはバンドとして今後のリリースを検討するきっかけになったことである。2002年後半、ライドは3枚組CDボックスセットとして『OX_4 The Best of Ride』、『Firing Blanks (Unreleased tracks)』、『Live_Reading Festival 1992』をリリース。2003年、BBC でのレコーディングをシリーズ化した『Waves』をリリース。現在 DVD が作成中であり、バンドのマネージャーである Dave Newton は今後ライブ版のインターネットでのリリースを検討中とのことである。
ガードナーも現在ソロでのキャリアを歩んでいる。2003年から2005年までの間、カードナーは自分自身のフルレングスのスタジオ・アルバムを制作するため広範囲にわたってツアーを行った (時々オックスフォードの友達である Goldrush とともに)。ツアーの合間に3曲入りの EP である『Falling Out Into the Night』とライブ・アルバムである『the acoustic solo Live @ the Knitting Factory, New York City』をリリースした。彼は2005年に French duo の rinôçérôse と仕事をしている。2005年の終わり頃、ガードナーは自身のアルバムである『These Beautiful Ghosts』を北米で United For Opportunity レーベルからリリース。日本でも2006年4月に philter レーベルからリリースされている。
バンドが新しい音源を提供し、一緒にインタビューに答えている事実から、バンドの終焉の主な原因の一つであったガードナーとベルとの間の対立は修復されていると言える。
今後の恒久的なバンドの再結成の可能性だが、ベルからおそらく期待に応えられないとしてはっきりと否定されている。しかしながら、ベルを含めたメンバーはもう一度一緒にプレイすることに関しては今は気にならないだろうと言っている。ベルとコルバートがガードナーの初期のツアーに出演したことをきっかけに、ベルは2003年11月にガードナーがベルの現在住んでいるストックホルムにツアーで訪れた時に2日間のアコースティック・セットに現れている。
コルバートもドラマーではなく、ギター&ボーカルとしてバンドでの演奏を再開した。2005年にガードナーがフランスで立ち往生し、トラック・フェスティバルで演奏できなくなった際にコルバートのバンドがその穴を埋めている。その後、コルバートは活動を再開したジーザス&メリーチェインのツアーでドラムスを担当し、その後もメンバーに名を連ねている。
2014年11月19日に、公式サイトにてバンドの再結成および2015年のライブツアー日程が発表された。新曲の制作については未定としながらも、ガードナーは「僕らは観客が求めてる曲を演奏したい。そこでニューアルバムの曲を演奏しようなんてバカげてるよね。でも新曲を作らないとは言わないけど」と語っている。
2015年4月10日と17日に、ライドは2015年4月8日にKCRWによってライブ・パフォーマンスが放送された後、コーチェラバレー音楽芸術祭で公演した。バンドは、北米北部やヨーロッパで、プリマベーラサウンドフェスティバル、メルトのようなさまざまな会場やフェスティバルに登場した。また、バンドは、シューゲーザー仲間のDIIVと、アメリカ・ツアーを行った。
2017年2月21日、アンディ・ベルとマーク・ガードナーがSteve LamacqのBBC Radio 6でインタビューを受け、続いて1996年の「Black Nite Crash」以来初となるシングル、そして21年ぶりの新曲「Charm Assault」が披露された。翌日、バンドは別のシングル「Home Is a Feeling」をリリースした。
2017年3月23日、ライドは21年ぶりの新スタジオ・アルバム『ウェザー・ダイアリーズ』のリリースを発表した。このアルバムは2017年6月16日にリリースされ、批評家とファンの好評をもって受け入れられ、全英アルバムチャートで11位を獲得した。また、2017年の夏から秋にかけて、バンドはヨーロッパと北米のツアーを行った。
2019年3月、バンドは6枚目のスタジオ・アルバムが、彼らの前のアルバムと同じプロデューサー(Erol Alkan)を迎えて、完成したと発表した。そして、8月16日にアルバム『ディス・イズ・ノット・ア・セイフ・プレイス』を、WICHITA RECORDINGSからリリースすると発表している。
また、11月5日に、東京「EX THEATER」、11月6日に、大阪「CLUB QUATTRO」でライブを行うと発表している。
2022年6月にはプリマベーラ・サウンド・フェスティバルに出演し、「ゴーイング・ブランク・アゲイン」と「ノーホエア」の収録曲を2日に分けてフルでパフォーマンスした。また2022年から2024年にかけて「ノーホエア」の30周年記念ツアーを行った。その中には、北米でのザ・シャーラタンズとの共同ヘッドライナー「ビトゥイーン・ノーホエア」ツアーも含まれている。
2022年11月、新作アルバムを現在制作中で、2023年か2024年にリリースする予定と発表した。
2024年1月11日、リードシングル「ピース・サイン」をリリースし、2024年3月29日に7枚目のアルバム『インタープレイ』をリリースした。

## ディスコグラフィ

### アルバム
- 『ノーホエア』 - Nowhere (1990年) ※全英11位
- 『ゴーイング・ブランク・アゲイン』 - Going Blank Again  (1992年) ※全英5位
- 『カーニバル・オブ・ライト』 - Carnival of Light (1994年) ※全英5位
- 『タランチュラ』 - Tarantula (1996年) ※全英21位
- 『ウェザー・ダイアリーズ』 - Weather Diaries (2017年) ※全英11位
- 『ディス・イズ・ノット・ア・セイフ・プレイス』 - This Is Not a Safe Place  (2019年) ※全英7位
- 『インタープレイ』 - Interplay (2024年) ※全英8位

### 日本発売企画盤シングル/ミニアルバム
- 『スマイル』 - Smile (1991年)
- 『トゥデイ・フォーエバー』 - Today Forever (1991年)
- 『ON〜ゴーイング・ブランク・アゲインEP』 - ON-Going Blank Again EP (1992年)
- 『コズミック・カーニバル』 - Cosmic Carnival (1994年)

### シングル/EP
- Ride EP (1989年) ※全英71位
- Play EP (1990年) ※全英32位
- Fall EP (1990年) ※全英34位
- Today Forever EP (1991年) ※全英14位
- Leave them all Behind (1992年) ※全英9位
- Twisterella (1992年) ※全英36位
- Birdman (1994年) ※全英38位
- How does it feel to feel? (1994年) ※全英58位
- I don't know where it comes from (1994年) ※全英46位
- Black Nite Crash (1996年) ※全英67位
- Coming up For Air EP (2002年)
- Tomorrow's Shore (2018年)

### コンピレーション・アルバム
- Smile (Ride EP) (1992年)
- OX4 The Best of Ride (2001年)
- Firing Blanks Unreleased Ride Recordings 1988-95 (2001年)
- Live Reading Festival 1992 (2001年)
- Waves (BBC Radio One sessions) (2003年)